# Diechomma
Diechomma is een geslacht van spinnen uit de familie hangmatspinnen (Linyphiidae). 

## Soorten
De volgende soorten zijn bij het geslacht ingedeeld:
- Diechomma exiguum (Millidge, 1991)
- Diechomma pretiosum Millidge, 1991